# ケータイBIGLOBE
ケータイBIGLOBE（ケータイビッグローブ）は、BIGLOBEが運営している、携帯電話向けのポータルサイト。ケータイ向けの便利な検索、動画、着信メロディ、ニュース、コミュニティ、占いなどの各種コンテンツを無料提供している。

## 概要
代表的なサービスは、ケータイBIGLOBEメロディ。着信メロディが無料でダウンロードできる。 ジャンルが豊富な16000曲の中から好みの曲をダウンロードできる。